# Gerardo di Monforte
Gerardo di Monforte, auch Gerard, (* im späten 10. oder frühen 11. Jahrhundert in Monforte d’Alba (?); † im 11. Jahrhundert) war ein piemontesischer Häretiker und Anführer der nach ihm benannten Gerardisten.

## Wirken

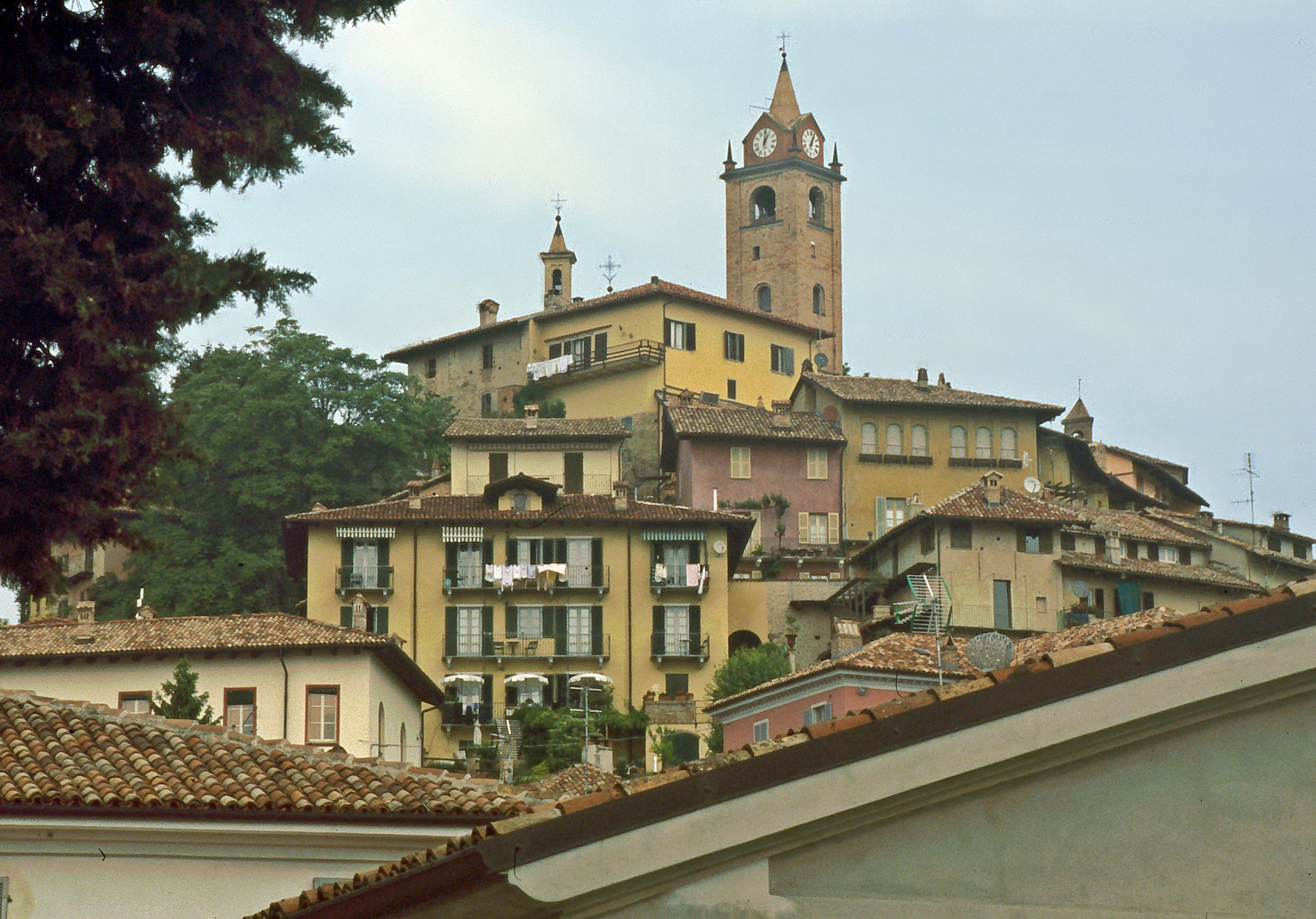
Blick auf den ehemaligen Burghügel von Monforte d’Alba. Auf dem Gipfel erhebt sich heute die 1223 erwähnte Kirche Santa Maria de Castro

Über Gerards Leben ist wenig bekannt. Er war Anführer (ingenius acutissimus) einer der ersten Häresiebewegungen des Hochmittelalters. Sie beschränkte sich auf Burg und Dorf von Monforte d’Alba im Bistum Asti und war nach ihrer Entdeckung 1028 schnell überwunden. Trotz dieser geringen zeitlichen und räumlichen Ausdehnung wird sie in der Häresieforschung als einer der ersten Vorfälle organisierten Ketzertums hoch gewichtet. Doktrin und Struktur waren weiter entwickelt als bei ähnlichen lokalen Häresiebewegungen dieser Zeit.
An der Spitze von Gerards Bewegung standen die Mairores, die sich im Schichtbetrieb in beständigem Fasten und Gebet übten. Sie hatten über die Aufnahme von nicht-jungfräulichen Neubekehrten zu befinden. Die Besitztümer der Anhänger wurden vergemeinschaftet. Viele Anhänger stammten aus dem niederen Landadel. Die Gräfin von Monforte war eines der wichtigsten Mitglieder der Sekte.
Entdeckt hatte die Bewegung der Erzbischof Aribert von Mailand während eines Inspektionsaufenthalts in Torino im Jahr 1028 aufgrund von ihm zugetragenen Hinweisen. Bestürzt über die große Anhängerschaft Gerards, zitierte er ihn zu sich. Gerard hoffte, den Bischof bei dieser Gelegenheit von seinen Lehren überzeugen zu können. Da sich Gerard und seine Anhänger der Subordination unter die kirchliche und weltliche Macht der Erzdiözese Milano verweigerten, griffen Alrico, Bischof von Asti, und Oderico Manfredi, Markgraf von Torino, die Burg Monforte militärisch an und ließen etliche Ketzer verhaften und nach Milano bringen. Die Richter verlangten, dass die Gerardisten ein Kreuz umarmen, oder auf dem Scheiterhaufen hingerichtet würden. Da viele die Kreuzdevotion verweigerten, wurden sie verbrannt. Der Bischof ließ überdies die Burg Montforte zerstören, die sich als Zentrum der Häresie (alle Bewohner waren Anhänger) herausgestellt hatte.

## Lehren
Die Lehren lassen sich nur aus dem Verhör durch den Gerard feindlich gesinnten Bischof Aribert rekonstruieren.
Gerard vertrat eine spezielle allegorische Trinitätslehre, wonach der Sohn Gottes als die von Gott geliebte Seele der Menschen, der Heilige Geist als göttliche Wahrheit und Verständnis der heiligen Dinge zu verstehen sei. Diesen Geist erhalte man durch ein spirituelles Erleuchtungserlebnis. Der Heilige Geist sei ihr omnipräsenter Papst, weshalb sie die Subordination unter die Römisch-Katholische Kirche und das Papsttum verweigern würden. Außerdem würde der Geist Sünden direkt vergeben, weshalb die Vermittlung durch die Kirche, der Klerus und das Weihesakrament überflüssig seien. Wie die Trinität, deutete Gerard auch Maria allegorisch: Sie stehe für die Heilige Schrift, aus der heraus die menschliche Seele (der Sohn) geboren würde.
Die Gerardisten zeichneten sich durch eine ausgeprägte Welt- und Leibfeindlichkeit und die Pflicht zur Enthaltsamkeit aus. Jungfräulichkeit galt als zentraler Wert, sodass Ehe und Fortpflanzung abgelehnt wurden. Laut Gerard würden sich auf der Erde nach einer geistigen Reinigung Menschen wie Bienen ohne Körperkontakt und Koitus fortpflanzen können. Fleischkonsum wurde ebenfalls abgelehnt.
Die Erlösung konnte in ihren Augen nur über ein qualvolles Sterben in Agonie erfolgen, um so den Höllenqualen im Jenseits zu entgehen. Die Gerardisten verpflichten sich, keinen ihrer Anhänger in Frieden sterben zu lassen, sondern mussten ihm Qualen zufügen. Die Hinrichtungen in Milano entsprachen dieser Vorstellung des qualvollen Todes und wurden darum geduldig hingenommen.

## Bezüge zu Bogomilen und Katharern
Es gibt einige auffallende Gemeinsamkeiten zu den Lehren der im Byzantinischen Reich beheimateten Bogomilen und Katharer. Dies hat zur Annahme geführt, die Gerardisten seien von den Bogomilen beeinflusst und Vorläufer oder Keimzellen der westlichen Katharer, die sich ab etwa 1130 vor allem in Norditalien und Südfrankreich verbreiten sollten. So zählt der Historiker Malcolm D. Lambert die Gerardisten zu den Protodualisten und hält eine bogomilische Beeinflussung für wahrscheinlich. Bereits ein zeitgenössischer Chronist habe einen Ursprung außerhalb Italiens angenommen.
Der Historiker R. I. Moore argumentiert dagegen, da die Gerardisten trotz der Welt- und Leibfeindlichkeit das Diesseits nicht als Hölle auffassten, wie dies Bogomilen und Katharer taten. Auch plädierte Gerard im Verhör nicht für die Auslöschung des Menschengeschlechts, was Bogomilen und Katharer getan hätten. Aufgrund des Bienenvergleichs nimmt Moore neuplatonische Einflüsse an. Auch der Historiker Raffaello Morghen bestreitet bogomilische Einflüsse mangels entsprechender Evidenz in den Quellen.